# Darksiders III
Darksiders III és un videojoc de rol d'acció desenvolupat pels estudis Gunfire Games i publicat per l'empresa THQ nordic. És una seqüela de Darksiders II i el tercer lliurament numerada de la sèrie Darksiders. El videojoc va sortir a la venda el 27 de novembre del 2018, per a Microsoft Windows, PlayStation 4 i Xbox One.

## Desenvolupament
Un tercer lliurament de la sèrie Darksiders va ser planejada originalment per Vigil Games, però, el destí de la seva franquícia estava amenaçada per complicacions financeres. La seva companyia matriu THQ, es va declarar en fallida el 2012. Els actius de la companyia es varen vendre en una subhasta, excloent Vigil Games, que es va tancar juntament amb la companyia matriu, THQ. A l'abril de 2013, THQ va començar un procés per subhastar la propietat intel·lectual restant que encara no s'havia venut, incloent-hi Darksiders. Diverses empreses van expressar públicament el seu interès a licitar per la franquícia, inclòs el desenvolupador japonès PlatinumGames i Crytek USA, una nova subsidiària de Crytek dirigida per l'ex CEO de Vigil David Adams, i principalment composta per antics empleats de Vigil. Adams havia expressat el seu interès en permetre que els Darksiders tornessin "a casa" amb els seus creadors. El 22 d'abril de 2013, Darksiders, juntament amb Xarxa Faction i MX vs. ATV, van ser adquirits per Nordic Games en la transacció final dels actius de THQ. El 14 de juny de 2013, Nordic Games va declarar en una entrevista amb Joystiq que els fanàtics «no haurien de buscar un Darksiders 3 dintre de dos anys».
El 2 de maig de 2017, va aparèixer una llista de productes per Darksiders III a Amazon. El videojoc va ser anunciat oficialment el mateix dia per l'editor THQ Nordic, el desenvolupament el va fer Gunfire Games. L'equip de desenvolupament va consistir en gran part en antics empleats de Vigil Games, el treball previ inclou el desenvolupament dels dos primers jocs de Darksiders.

## Recepció

### Crítica
Darksiders III va rebre revisions positives a mixtes, segons el la pàgina de ressenyes Metacritic.

### Vendes
El videojoc va debutar en el lloc 32 en les llistes de vendes de tots els formats de Regne Unit. Segons els informes, el videojoc va aconseguir vendre 71,000 còpies només en Steam en la seva primera setmana. El 18 de febrer de 2019, en un informe del trimestre financer, THQ Nordic va anunciar que el videojoc ha recuperat el seu pressupost de desenvolupament i màrqueting i va reiterar el seu compromís amb la franquícia.